# پل فلچر (بازیکن فوتبال)
پل فلچر (انگلیسی: Paul Fletcher؛ زادهٔ ۱۳ ژانویهٔ ۱۹۵۱) بازیکن فوتبال اهل بریتانیا است.
از باشگاه‌هایی که در آن بازی کرده‌است می‌توان به باشگاه فوتبال بولتون واندررز، باشگاه فوتبال برنلی، و باشگاه فوتبال بلکپول اشاره کرد.
وی همچنین در تیم ملی فوتبال زیر ۲۱ سال انگلستان بازی کرده‌است.